# Castianeira vittatula
Castianeira vittatula là một loài nhện trong họ Corinnidae.
Loài này thuộc chi Castianeira. Castianeira vittatula được Carl Friedrich Roewer miêu tả năm 1951.